# Nicolae Vlăduțiu
Nicolae Vlăduțiu (n. 1818, Bogata de Mureș, județul Mureș - d. 19 februarie 1872, Bogata de Mureș) a fost avocat, preot greco-catolic, prefect al Legiunii de Câmpie, unul din conducătorii români în revoluția de la 1848-1849 din Transilvania.

## Originea și studiile
Originar dintr-o veche familie de nobili români din satul Urca (de pe Câmpia Transilvaniei), Nicolae Vlăduțiu s-a născut în 1818 în satul Bogata de Mureș, în familia preotului unit Vasile Vlăduțiu (în acte apărea inițial cu numele de Pop, probabil datorită faptului că părintele său era "popă") și a Floarei (născută Ceaclan). A urmat trei clase la școala normală și mai apoi Gimnaziul romano-catolic din Târgu Mureș. A continuat cu studiile de filosofie la Blaj, timp de doi ani, după care a studiat și Dreptul la Cluj, pe care l-a abandonat între timp, în 1840. La stăruințele tatălui său se reîntoarce la Blaj, unde a studiat teologia, după care o vreme a fost preot greco-catolic în satul natal (la 1 ianuarie 1842 a fost numit paroh în comuna natală, Bogata). După absolvirea teologiei s-a căsătorit, în septembrie 1841, cu Maria Man, originară din Vințu de Jos, județul Alba, cu care a avut trei copii, o fată și doi băieți.

## Activitatea politică și revoluționară, 1848-1849
În intervalul 1842-1848 l-a cunoscut personal pe Avram Iancu, cu care a legat o strânsă prietenie. Avram Iancu, practicant în domeniul judecătoresc la Târgu Mureș, îl vizita la Bogata în timpul liber, împreună cu alți studenți români, și astfel au creat relația care îi va lega pe timpul revoluției pașoptiste. Datorită sentimentelor sale profund românești și a atașamentului față de cauza revoluției românești, Comitetul Național Român îl numește la 11 decembrie 1848 pe Nicolae Vlăduțiu prefect al Câmpiei, în locul lui Florian Micaș. Până la această dată nu este stabilit până acum ce activitate a desfășurat, cu excepția faptului că în toamna anului 1848 era comandant al gărzii civile din Bogata, alcătuită atât din români, cât și din maghiari. Se pare că până la primirea funcției de prefect a plecat spre teritoriul Regimentului II Grăniceresc Român de la Năsăud, participând alături de acesta la luptele duse împotriva trupelor maghiare, până la intrarea trupelor imperiale în Cluj după 17 noiembrie 1848. Numit în funcția de prefect, Nicoale Vlăduțiu primea astfel în subordine vreo 92 sate de pe raza cărora urmau să se recruteze luptători care să formeze cele opt tribunate ale Legiunii de Câmpie.
La scurt timp după ce a preluat comanda Legiunii de Câmpie, a primit ordin de generalul Wardener să se prezinte cu luptătorii săi la Huedin pentru a lua parte la luptele din defileul Ciucea, care erau planificate pentru a permite armatei imperiale să străpungă liniile de apărare maghiare dinspre Transilvania spre Ungaria. Prefectul și-a deplasat forțele la locul indicat, ajungând la 18 sau 19 decembrie, dar nu a intrat în luptă datorită faptului că armata austriacă a fost înfrântă în defileu de armata insurgentă ungară. În ianuarie 1849 se afla cu combatanții săi în zona Blaj, unde a desfășurat operațiuni militare alături de alte legiuni românești. La 19-20 ianuarie a participat la conferința de la Zlatna, unde mai mulți fruntași români s-au adunat pentru a discuta despre planurile de viitor ale națiunii române din Transilvania. În februarie se găsea din nou alături de legiunea sa, la Ațintiș.
Rămas fără legiune la sfârșitul lunii februarie, pe care a dizolvat-o pentru a nu expune luptătorii săi prost înarmați nimicirii de către inamicul superior, prefectul Nicolae Vlăduțiu nu renunță la luptă și se retrage în munți pentru a se alătura la Legiunea Auraria Gemina, condusă de Avram Iancu. Ulterior a sosit în munți soția și cei trei copii ai săi. Ajuns la Legiunea Auraria Gemina, este cooptat în statul major al acestei unități, cu funcția de viceprefect.
În aprilie 1849 este prezent la discuțiile fruntașilor români cu deputatul maghiar de origine română Ioan Dragoș, refuzând să fie de acord cu pacea propusă de maghiari. În timpul tratativelor cu Dragoș, trupele ungare conduse de maiorul Hatvani ocupă prin surprindere orașul Abrud. Se impunea astfel recâștigarea de către români a acestei localități și alungarea invadatorului străin. În zilele de 8 și 9 mai 1848 au loc lupte grele în jurul Abrudului, pentru alungarea trupelor maghiare. Prefectul Vlăduțiu a avut un rol decisiv în înfrângerea inamicului și recâștigarea orașului Abrud de către români.
Același rol deosebit de important l-a jucat prefectul Nicolae Vlăduțiu în timpul celei de-a doua bătălii de la Abrud, dintre 17 și 19 mai 1849, tot împotriva maiorului Hatvani, pe care îl înfrânge din nou, provocându-i pierderi foarte mari.
Între 22 și 23 mai Nicolae Vlăduțiu participă la întocmirea planului de luptă pentru atacarea corpului de asediu maghiar al cetății Alba Iulia. A primit comanda aripii drepte românești, care avea misiunea de a ataca localitatea Partoș, unde se aflau încartiruite trupe inamice. Atacul românesc, dat la 31 mai (dată incertă, deoarece sursele românești, austriece și maghiare nu se pun de acord - data menționată de diverși autori, cei mai mulți dintre ei martori oculari, este cuprinsă între 29 mai și 2 iunie) eșuează. Garnizoana cetății nu a sprijinit în nici un fel milițiile românești, deși fusese anunțată că atacul va avea loc.

## Sfârșitul războiului civil
La începutul lunii iulie 1849 Abrudul este din nou ocupat de trupele ungare, de data aceasta conduse de Kemeny Farkas. Moții încercuiesc inamicul și îl blochează în oraș. Prefectul Vlăduțiu se avântă din nou în luptă în prima linie, în fruntea trupelor sale și obține noi victorii răsunătoare asupra inamicului. Îl înfrânge pe acesta în 11 iulie la Sohodol și la 13 iulie la Roșia. Într-una din zile, disperat că nu poate înfrânge rezistența românească prin forța armelor, colonelul i-a scris viceprefectului Vlăduțiu pentru a-l determina să depună armele de bunăvoie. Ofițerul maghiar spera să fie ascultat, pentru că îl cunoștea pe Vlăduțiu dinainte de revoluție. Viceprefectul însă nu uitase că însuși Kemeny îl acuzase de "revoltă" în vara anului anterior, pe când acesta ocupa funcția de comisar al guvernului de la Pesta. Răspunsul comandantului român la solicitarea de pace a fost negativ, din cauza lipsei de încredere în cel care o propunea.
Iată cum îl caracterizează Avram Iancu pe prefectul Nicolae Vlăduțiu în al său Raport:
„...preot din Bogata de Mureș din Câmpie s-a distins prin curajul său deosebit și vitejie la orice împrejurare și a adus...mari servicii ostășești. Cu toate că este părintele a trei copii și avea și pe soția sa tânără cu el, se lupta în primele rânduri în toate bătăliile. La toate atacurile ce se întreprindeau el pornea în frunte cu sabia scoasă. Viteaz în luptă, după luptă nu era mai puțin de uman, așa, de pildă, cu prilejul catastrofei de la Abrud când, prin prestigiul ce-l avea în miliție, a salvat viața multor nenorociți.”

## După 1849
După încheierea revoluției, s-a întors la Bogata în luna august 1849. Pierduse absolut toată averea, jefuită de honvezi. Între 1860-1864 fostul prefect Vlăduțiu a fost hărțuit de foștii inamici, ajungând chiar să i se incendieze casa de către autori pe care oficialitățile nu s-au străduit să îi descopere niciodată. Pe plan local, s-a străduit să înființeze o școală pentru copii țăranilor. A susținut cu entuziasm înființarea ASTREI, dar nu a putut contribui financiar din cauza marilor greutăți financiare pe care le avea. A așternut pe hârtie memoriile sale din timpul revoluției, dar acestea nu s-au păstrat până în zilele noastre, cu toate că Alexandru Papiu-Ilarian a reușit să valorifice o parte din ele în lucrările sale. În 1850 a fost decorat de Împăratul Austriei, Franz Joseph, cu ordinul "Crucea de aur cu coroană" pentru merite în timpul revoluției pașoptiste. 
În 1851 a suferit mult la pierderea soției, după care, la scurt timp a murit și copilul cel mai mic al lor.

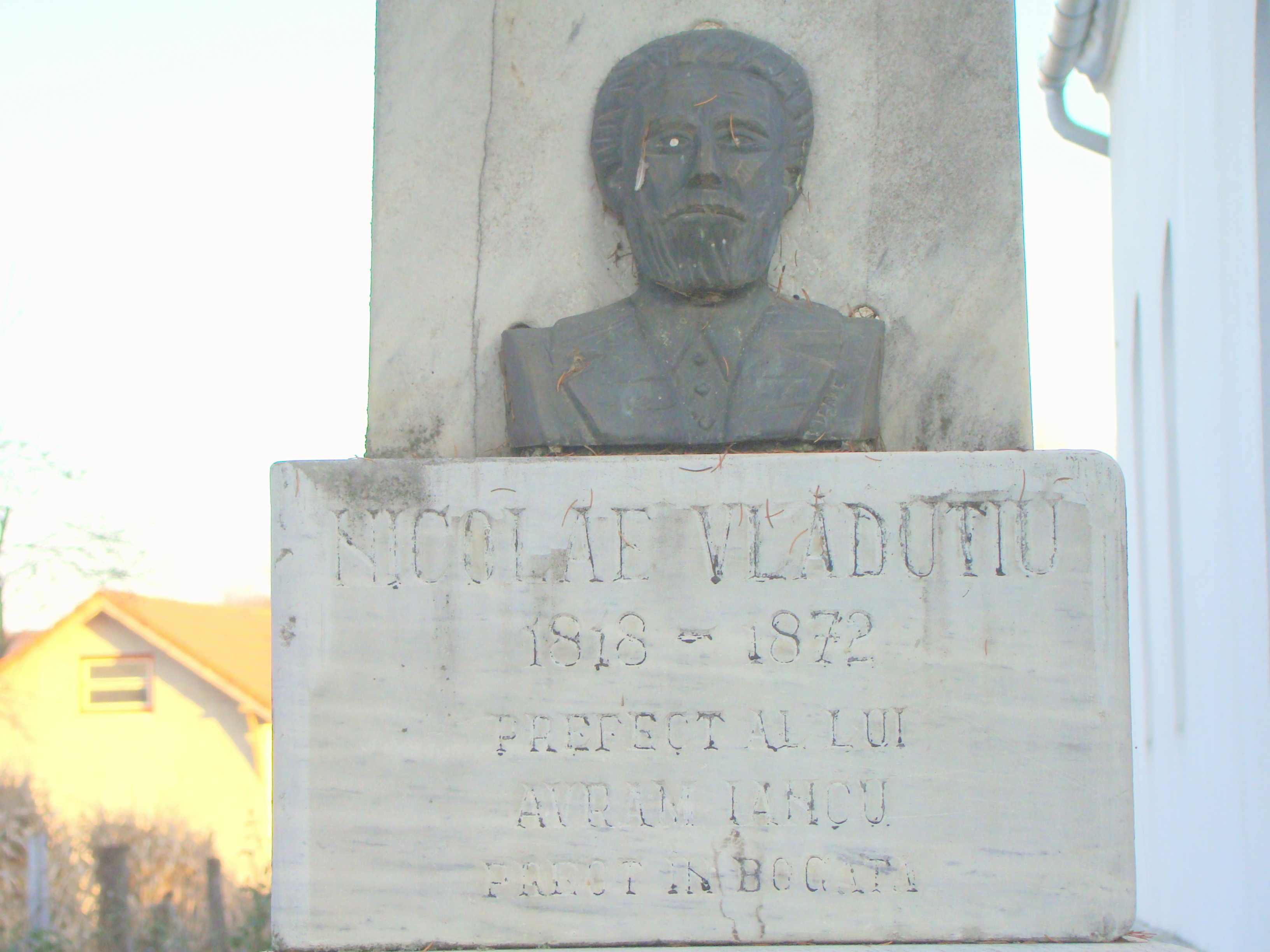
Monumentul din curtea bisericii din Bogata de Mureș (detaliu)

## Sfârșitul vieții
Nicolae Vlăduțiu a murit la 19 februarie 1872, în același an cu Avram Iancu. A fost înmormântat în curtea bisericii greco-catolice din satul natal, Bogata, însă locul mormântului său a fost uitat sau pierdut, în zilele noastre biserica fiind deținută de către ortodocși. Deși în anul 1975 i s-a ridicat un monument întru amintire, eforturile depuse pentru identificarea mormântului său, pentru a fi strămutat lângă piatra omagială, n-au fost duse până la capăt.